# Variations Enigma
Pour les articles homonymes, voir Enigma.
Ne doit pas être confondu avec Variations énigmatiques.
 (mai 2018).
Si vous disposez d'ouvrages ou d'articles de référence ou si vous connaissez des sites web de qualité traitant du thème abordé ici, merci de compléter l'article en donnant les références utiles à sa vérifiabilité et en les liant à la section « Notes et références ».
Les Variations Enigma, op. 36 sont une œuvre symphonique composée par le compositeur britannique Edward Elgar entre 1898 et 1899, à base d'un « thème caché crypté énigmatique » et de quatorze variations. Il s’agit de l'une de ses œuvres les plus connues, par sa musique et ses énigmes, dédiée « à mes amis décrits ici » chaque variation étant un portrait musical d'un personnage de son proche entourage, et finalement de lui même.

## Historique de la composition

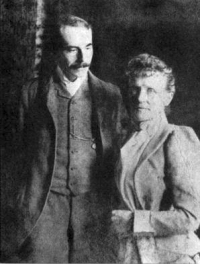
Edward et son épouse Caroline Alice Elgar, vers 1891.

La légende veut qu’en 1898, après une journée fatigante d’enseignement, Elgar joue du piano. Le thème d’une mélodie attire alors l'oreille de son épouse Caroline Alice Elgar, qui lui demande de le répéter. Il lui aurait répondu : « oh, ce n'est rien, mais on pourrait en faire quelque chose (Oh it's nothing, but something might be made of it) ». À la suite de ce souhait, le musicien commence à improviser des variations sur ce thème, chacune d’elles étant le portrait musical d’un ami proche, ou dans le style musical qui lui est le plus proche. Elgar en fait alors une orchestration, ce qui donne ses Variations Enigma. 
La pièce a été créée à la Salle Saint-Jacques (en) de Londres le 19 juin 1899, sous la direction de Hans Richter. Les critiques ont été, dans un premier temps, quelque peu irrités par l’atmosphère mystificatrice de l’œuvre, mais la plupart ont loué la substance, la structuration et l’orchestration de la partition, cette dernière devenant particulièrement populaire. Julius Buths dirige la première européenne des Variations Enigma à Düsseldorf le 7 février 1901,.

## Orchestration
| Instrumentation des Variations Enigma                                                        |
| Cordes                                                                                       |
| premiers violons, seconds violons, altos, violoncelles, contrebasses                         |
| Bois                                                                                         |
| 2 flûtes dont un double piccolo, 2 hautbois, 2 clarinettes en si♭, 2 bassons, 1 contrebasson |
| Cuivres                                                                                      |
| 4 cors, 3 trompettes en fa, 3 trombones (uniquement dans le finale), 1 tuba                  |
| Percussions                                                                                  |
| Timbales (1 exécutant), cymbales, grosse caisse, triangle et caisse claire (3 exécutants)    |

## Structure
L’œuvre est composée d’un thème suivi par 14 variations. Ces dernières se basent sur la mélodie du thème ainsi que sur des éléments rythmiques, la dernière étant sous la forme d’un grand final. 
Elgar a dédié son œuvre à « my friends pictured within » (en français : « mes amis décrits ci-dessous »). Sur la partition, chaque variation comporte un surnom ou des initiales devant aider à l’identification du portrait. Le thème consiste en deux parties formant deux mélodies, la première étant celle qui sera sujette aux variations. 
| Variation | Mouvement               | Dédicataire   | Dédicataire                    | Commentaires |
| --------- | ----------------------- | ------------- | ------------------------------ | --- |
| Thème     | Andante                 |               |                                | |
| 1         | L'istesso tempo         | « C.A.E. »    | Caroline Alice Elgar           | Cette variation, qu’Elgar dédie à sa femme, comporte des répétitions d’une courte mélodie de quatre notes qu’il avait l'habitude de siffler quand il revenait à son domicile. |
| 2         | Allegro                 | « H.D.S-P. »  | Hew David Steuart-Powell       | Cette variation est dédiée à un ami pianiste, avec qui Elgar et Basil Nevinson (le portrait de la variation 12) jouaient souvent de la musique de chambre. |
| 3         | Allegretto              | « R.B.T. »    | Richard Baxter Townsend.       | Cette variation est dédiée à un acteur amateur, capable d’intonations extrêmes de sa voix, ce que la musique tente d'imiter. |
| 4         | Allegro di molto        | « W.M.B. »    | William Meath Baker            | Cette variation est dédiée à un ami particulièrement énergique, squire of Hasfield. |
| 5         | Moderato                | « R.P.A. »    | Richard Penrose Arnold         | Cette variation est dédiée à un pianiste amateur, fils du poète Matthew Arnold. |
| 6         | Andantino               | « Ysobel »    | Isabel Fitton                  | Cette variation est dédiée à une élève altiste d'Elgar. Sa mélodie est jouée par un alto. |
| 7         | Presto                  | « Troyte »    | Arthur Troyte Griffiths        | Cette variation est dédiée à un architecte, pianiste amateur et probablement peu expérimenté, son portrait imitant son jeu approximatif. |
| 8         | Allegretto              | « W.N. »      | Winifred Norbury               | Cette variation est dédiée à un ami d’Elgar. Elle se termine par un sol tenu au violon qui fait transition avec la variation 9. |
| 9         | Adagio                  | « Nemrod »    | Augustus J. Jaeger             | Cette variation est dédiée à son meilleur ami, August Jaeger. Ce n'est pas à proprement parler son portrait, mais l’histoire de quelque chose qui s’est passé entre eux. En octobre 1898, Elgar, « très malade de cœur à propos de la musique », était sur le point de tout abandonner et de ne plus écrire de musique. Son ami Jaeger a tenté de lui remonter le moral en évoquant Ludwig van Beethoven, qui avait beaucoup de soucis mais écrivait de plus en plus de belle musique. « Et c’est ce que vous devez faire », a déclaré Jaeger, et puis il a chanté le thème du deuxième mouvement de la Sonate « pathétique ». Plus tard Elgar a révélé à Dora que les premières mesures de Nemrod avaient été faites pour suggérer ce thème. « Tu ne peux pas l’entendre au début ? Seulement un indice, pas une citation. » Le nom « Nemrod » est un jeu de mots et se réfère au chasseur mythologique de l'Ancien Testament, Jaeger signifiant « chasseur » en allemand. Cette variation est devenue particulièrement populaire et est jouée lors de certaines cérémonies funéraires. Elle est également jouée à Londres le dimanche du souvenir (le dimanche le plus proche du 11 novembre). |
| 10        | Intermezzo : Allegretto | « Dorabella » | Dora Penny                     | Cette variation est dédiée à une amie dont le rire est décrit par les bois. Elle est de la famille de William Meath Baker, décrit dans la quatrième variation, et la belle-sœur de Richard Baxter Townsend, décrit dans la troisième. |
| 11        | Allegro di molto        | « G.R.S. »    | George Robertson Sinclair (en) | Cette variation est dédiée à l’organiste de la cathédrale d’Hereford. Il décrit également le bouledogue de ce dernier, Dan, ainsi qu’une promenade le long de la rivière Wye au cours de laquelle le chien est tombé à l'eau. |
| 12        | Andante                 | « B.G.N. »    | Basil G. Nevinson              | Cette variation est dédiée à un violoncelliste, qui plus tard, inspira à Elgar son Concerto pour violoncelle. |
| 13        | Romanza : Moderato      | « *** »       |                                | Cette variation ne comporte pas d’indice littéral pouvant aider à identifier la personne portraiturée. Elle comporte cependant une citation de l’ouverture Mer calme et heureux voyage de Felix Mendelssohn. Il pourrait s’agir ainsi du portrait de Mary Lygon, une amie qui voyageait en Australie vers cette époque, ou alors de celui de Helen Weaver, ancienne fiancée d’Elgar qui a émigré en Nouvelle-Zélande en 1884. |
| 14        | Finale : Allegro Presto | « E.D.U. »    | Edward Elgar                   | Cette variation est un autoportrait d’Elgar, Edu étant un surnom que lui donnait sa femme. Elle comprend des citations de la première et de la neuvième variations. Une première version était plus courte de près d’une centaine de mesures par rapport à la version définitive. En juillet 1899, un mois après l’achèvement de la première mouture, August Jaeger, la personne décrite comme Nemrod dans la variation no 9, suggère à Elgar d’allonger la variation finale. Elgar accepte l’idée et ajoute une partie jouée à l'orgue. |

Chaque variation est donc un portrait psychologique, comportant également des citations à certaines caractéristiques des personnages (comme le rire de Winifred Norbury) ou à des situations (promenade nocturne avec Jaeger).

## L’Enigma
« Enigma » dans le titre fait référence à un « thème caché crypté énigmatique » (cryptogramme musical) présent tout au long de l’œuvre, mais qui n'est jamais joué. Selon Elgar lui-même, il a composé le thème des Variations Enigma comme contrepoint à ce thème caché. 

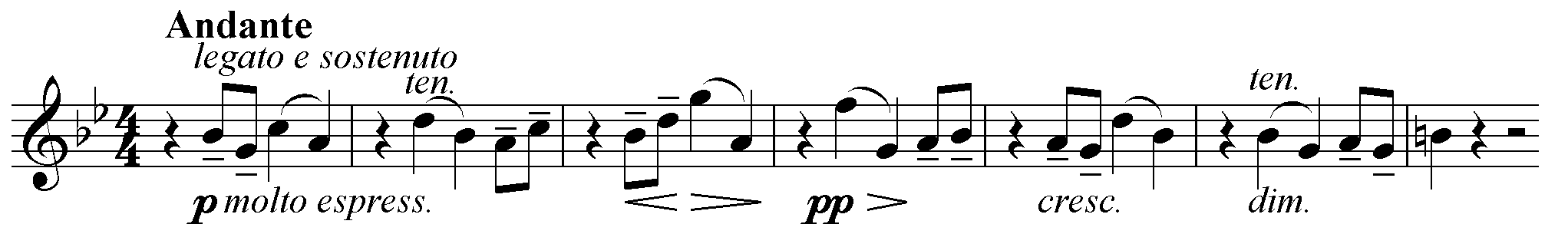

Plusieurs auteurs pensent que ce « thème caché » est une mélodie connue. On a suspecté ainsi l’hymne britannique « God Save the Queen », ou encore  « Auld Lang Syne » transposée en mode mineur. D’autres hypothèses s’intéressent à la Symphonie « Prague » de Mozart, car elle faisait partie du concert de création des Variations Enigma en 1899.  D’autres ont proposé le thème traditionnel de la Folia, ou encore, un extrait de Never, never, never, section de « Rule Britannia » ; le thème pouvant être deviné dans les cinq premières notes de l’œuvre. Le titre Never, never, never (Jamais, jamais, jamais) pouvant se référer à ce que le thème n'apparaisse jamais. Important : l’enigma et Var. XI (G.R.S.) déguisent deux symboles Anglais : Britannia et John Bull, même avec son bull-dog !
Une autre théorie est celle de Ian Parrott, vice-président de la Société Elgar, qu’il exprime dans son livre sur Elgar (« Master Musicians », 1971) est que le thème caché soit en relation avec la Vulgate, version de l'Épîtres aux Corinthiens, 13:12 qui dit : « videmus nunc per speculum in enigmate tunc autem facie ad faciem nunc cognosco ex parte tunc autem cognoscam sicut et cognitus sum » qui peut se traduire par « Maintenant, nous voyons à travers un verre sombre, mais, face à face, je sais que je connais, et aussi, qu’il me connaît ».

La théorie la plus plausible à ce jour est celle du lexicographe néerlandais Hans Westgeest, proposée en 2007. Westgeest établit une relation entre l’énigme et le récit qu’Elgar a raconté plus tard à son amie Dora Penny sur la variation Nemrod, la neuvième variation, qui est l’une des premières à avoir été composées, peut-être même la première. La mélodie mystérieuse qui est cachée dans les Variations Enigma est en fait le thème du deuxième mouvement de la Sonate « pathétique » de Beethoven. Le thème proprement dit des Variations Enigma qui revient cependant à plusieurs reprises sous des formes diverses, est construit sur le rythme et le cours mélodique de son nom propre Edward Elgar (court-court-long-long et vice versa long-long-court-court suivi d’une note finale).  

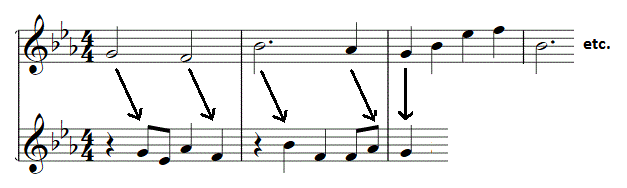
Le theme de Beethoven et le « Thème Elgar »

 Le « Thème Elgar » contient les notes des premières mesures du thème de Beethoven et Elgar l’a composé comme une contre-mélodie à ce thème. Hans Westgeest est persuadé que la combinaison de ces deux mélodies symbolise qu’Elgar « a suivi » (imité) Beethoven. Malgré tout il devait continuer à composer, comme Beethoven le faisait (voir dessus à Var. 9). En faisant cela l’artiste Elgar est le vainqueur de son abattement et malaise dans la Finale, « E.D.U. ». 

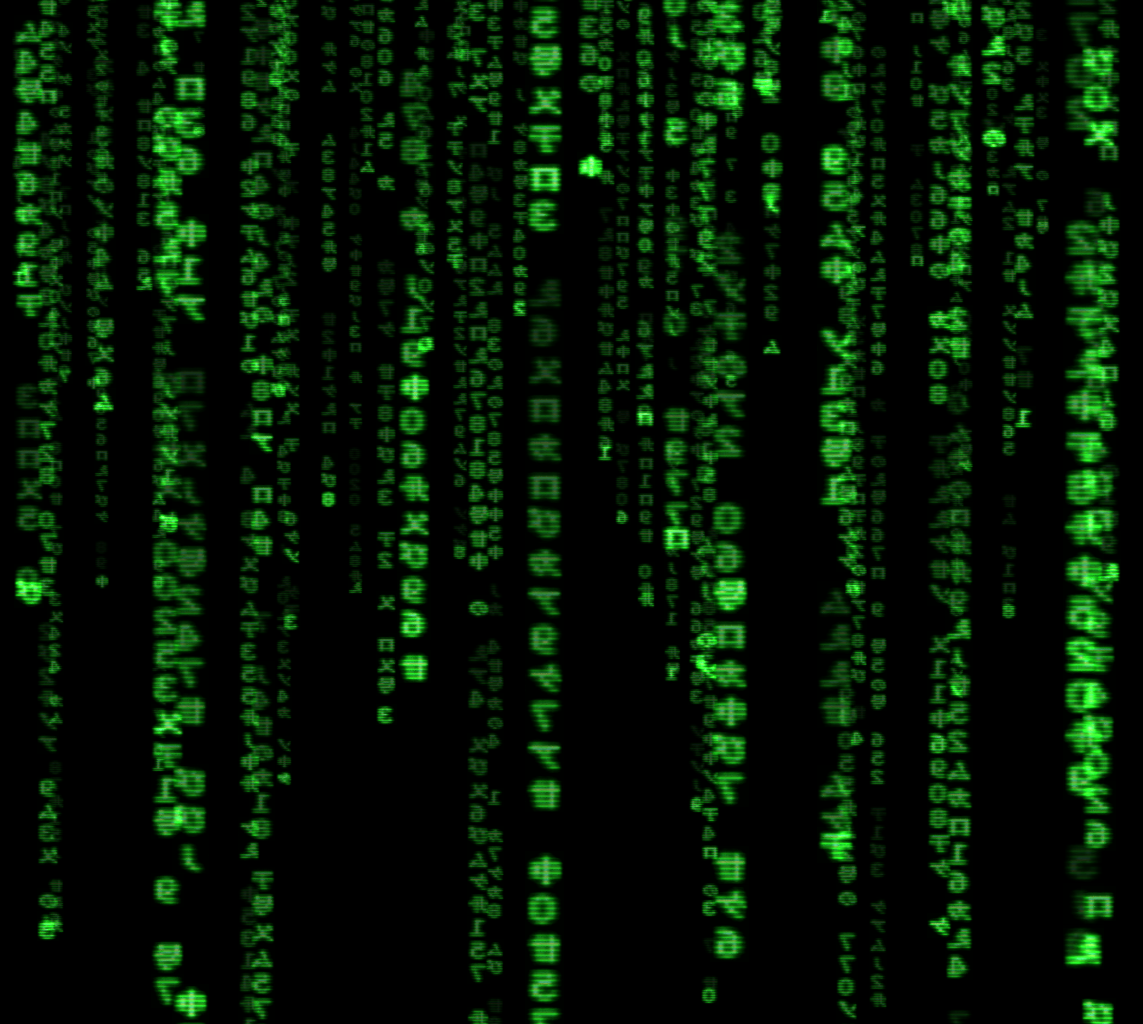
La matrice énigmatique du film Matrix (Clubbed to Death (chanson))

## Au cinéma, musique de film
- 1996 : Clubbed to Death (Lola), de Yolande Zauberman (Clubbed to Death (chanson)).
- 1998 : Elizabeth, de Shekhar Kapur.
- 1999 : Matrix, des Wachowski (Clubbed to Death (chanson)).
- 2004 : Blade: Trinity, de David S. Goyer (Clubbed to Death (chanson)).
- 2008 : Australia, de Baz Luhrmann.
- 2017 : Dunkerque, de Christopher Nolan.

## Théatre
La pièce d'Éric-Emmanuel Schmitt intitulée Variations énigmatiques a été créée au Théâtre Marigny, à Paris, en mars 1996 avec l'utilisation de la musique tout au long de la représentation et sa construction fait référence à Variations Enigma.

## Ouvrages de référence
- (en) David Nice, Edward Elgar : An Essential Guide to His Life and Works, 1996, 108 p. (ISBN 1-85793-977-8)
- (en) William Henry Reed, Elgar, 1939
- (en) Julian Rushton, Elgar : 'Enigma' Variations, 1999, 114 p. (ISBN 978-0-521-63637-7, lire en ligne)
- (en) Patrick Turner, Elgar's 'Enigma' Variations – a centenary celebration, 2007
- (en) Hans Westgeest, Elgar's Enigma Variations. The Solution, 2007 (ISBN 978-90-79291-01-4)